# Réville-aux-Bois
Réville-aux-Bois ist eine französische Gemeinde mit 130 Einwohnern (Stand: 1. Januar 2022) im Département Meuse in der Region Grand Est (bis 2015 Lothringen). Sie gehört zum Arrondissement Verdun und zum Kanton Montmédy. 

## Geografie
Réville-aux-Bois liegt etwa 30 Kilometer nordnordwestlich von Verdun. Umgeben wird Réville-aux-Bois von den Nachbargemeinden Écurey-en-Verdunois im Norden, Peuvillers im Nordosten, Damvillers im Osten, Étraye im Süden, Sivry-sur-Meuse im Südwesten und Westen sowie Vilosnes-Haraumont im Nordwesten.

## Bevölkerungsentwicklung
| Jahr                       | 1962 | 1968 | 1975 | 1982 | 1990 | 1999 | 2006 | 2011 | 2019 |
| Einwohner                  | 159  | 144  | 143  | 126  | 130  | 127  | 125  | 121  | 123  |
| Quellen: Cassini und INSEE |      |      |      |      |      |      |      |      |      |

## Sehenswürdigkeiten
- Kirche Saint-Pierre-aux-Liens aus dem 18. Jahrhundert